# Bryophyma debilis
Bryophyma debilis är en insektsart som först beskrevs av Karsch 1896.  Bryophyma debilis ingår i släktet Bryophyma och familjen gräshoppor. Inga underarter finns listade i Catalogue of Life.